# Hunter McElrea
Hunter McElrea (Los Angeles, Californië, Verenigde Staten, 21 november 1999) is een Nieuw-Zeelands autocoureur.

## Autosportcarrière
McElrea begon zijn autosportcarrière in het karting op zevenjarige leeftijd. In 2015 maakte hij de overstap naar het formuleracing, waarin hij debuteerde in zowel de Australische als de Nieuw-Zeelandse Formule Ford. In 2018 reed hij zijn tweede volledige seizoen in de Australische Formule Ford bij het team Sonic Motor Racing Services. Hij won dertien races en werd de eerste niet-Australiër sinds 1985 die kampioen werd in de klasse.
In december 2018 won McElrea de Mazda Road to Indy Shootout, waardoor hij 200.000 dollar aan sponsorgeld kreeg om in 2019 deel te kunnen nemen aan de U.S. F2000. Hij kwam uit in deze klasse voor het team Pabst Racing. Hij won vier races op Road America, de Mid-Ohio Sports Car Course en de Portland International Raceway (tweemaal) en stond in acht andere races op het podium. Met 356 punten werd hij tweede in het eindklassement met vijf punten achterstand op Braden Eves.
In 2020 maakte McElrea de overstap naar het Indy Pro 2000 Championship, waarin hij zijn samenwerking met Pabst voortzette. Hij won de seizoensfinale op het Stratencircuit Saint Petersburg en stond gedurende het seizoen in vijf andere races op het podium. Met 320 punten werd hij vijfde in het kampioenschap.
In 2021 bleef McElrea in de Indy Pro rijden bij Pabst. Hij won drie races op het Barber Motorsports Park, Mid-Ohio en het New Jersey Motorsports Park en stond in vier andere races op het podium. Met 378 punten werd hij achter Christian Rasmussen en Braden Eves derde in de eindstand.
In 2022 stapt McElrea over naar de Indy Lights, waarin hij uitkomt voor Andretti Autosport.